# Era Siderícica
La Era Siderícica, o simplemente Siderícico, es el tercer período del tiempo geológico de Marte según la escala de tiempo alternativa.
Dicha Era recibe su nombre por el
vocablo griego para referirse al hierro férrico. Abarca desde hace 3500 millones de años hasta la actualidad. Con el fin del vulcanismo y la ausencia de agua líquida, el proceso geológico más notable ha sido la oxidación de las rocas ricas en hierro por el peróxido atmosférico, dando lugar al óxido de hierro rojo que da al planeta su conocido color. El equivalente en la Tierra sería la mayoría de la era Arcaica, todo el Proterozoico y hasta la actualidad.